# Dyskografia IU
Dyskografia IU – obejmuje pięć albumów studyjnych, jedenaście minialbumów (EP), 47 singli (w tym 19 jako artystka gościnna), pięć singlowych albumów, dwa albumy z coverami i dwa albumy kompilacyjne. Ponadto artystka współpracowała przy ścieżkach dźwiękowych do seriali telewizyjnych, filmów oraz gier online (w tym niepublikowanych ścieżkach dźwiękowych). 
Piosenkarka zadebiutowała singlem „Lost Child” wrześniu 2008 roku, który został wydany jako główny singiel z jej debiutanckiego minialbumu Lost and Found (2008).  Zarówno singiel, jak i minialbum nie zdobyły popularności na listach przebojów do 2012 roku i były uważane za niepowodzenie przez samą piosenkarkę. Pierwszy album studyjny artystki, Growing Up, został wydany w kwietniu 2009 roku i promowany poprzez trzy single –  „Boo”, „You Know” i „Marshmallow”. Wraz z utworzeniem Gaon Music Chart w lutym 2010 roku, album zadebiutował na pozycji nr 85 w pierwszym tygodniu i później osiągnął szczyt na pozycji nr 6 w styczniu 2012 roku. W 2010 roku piosenkarka wydała dwa single; „Nagging” wspólnie z Lim Seul-ong i „Good Day”, które oba osiągnęły szczyt na liście Gaon Digital Chart i stały się dwoma najlepiej sprzedającymi się singlami w Korei Południowej, zdobywając łącznie ponad 4 miliony sprzedanych kopii. 
Jej drugi album studyjny Last Fantasy został wydany w listopadzie 2011 roku i był promowany przez singiel „You & I”. AAlbum i singiel zadebiutowały na szczycie południowokoreańskich list przebojów, a album sprzedał się w około 125 000 egzemplarzy, a singiel uzyskał ponad 6 milionów płatnych cyfrowych pobrań, stając się drugim najlepiej sprzedającym się utworem w Korei Południowej. Debiutancki japoński minialbum IU , I□U, został wydany w grudniu, zadebiutował na pozycji nr 15 na liście Albumów Oricon, sprzedając się w około 12 000 egzemplarzy. Czwarty album studyjny IU Palette został wydany w kwietniu 2017 roku i był promowany przez trzy single; „Through the Night”, „Can't Love You Anymore” i „Palette”. Album zadebiutował na szczycie listy Gaon Album Chart, sprzedając łącznie 97 000 kopii. tał się jej pierwszym albumem, który zdobył pierwsze miejsce na liście Billboard World Albums i osiągnął pozycję nr 25 na liście Top Heatseekers. Jej dziewiąty minialbum Love Poem został wydany w listopadzie 2019 roku. Zadebiutował na szczycie listy Gaon Album Chart i stał się jej najlepiej sprzedającym się albumem w ciągu dwóch tygodni, sprzedając się w ponad 160 000 fizycznych kopii. Love Poem był wspierany przez dwa single: „Love Poem” i „Blueming”, oba razem przez pięć tygodni zajmujące szczyt list przebojów. 
W ciągu swojej kariery IU sprzedała ponad milion albumów i ponad 120 milionów płatnych pobrań cyfrowych (w tym sprzedaż wspólnych singli, ścieżek dźwiękowych, utworów z albumów i innych występów), co czyni ją najlepiej sprzedającą się kobiecą i solową artystką w Korei Południowej. IU zdobyła najwięcej piosenek numer jeden w Korei, osiągając rekordowe 31 utworów, które zajmowały pierwsze miejsca na liście Gaon Digital Chart i 18 na liście Billboard K-pop Hot 100.

## Albumy

### Albumy studyjne
| Rok                                            | Dane dot. albumu                                                                                                   | Najwyższa pozycja | Najwyższa pozycja | Najwyższa pozycja | Najwyższa pozycja | Sprzedaż                     |
| Rok                                            | Dane dot. albumu                                                                                                   | KOR (Circle)      | JPN (Oricon)      | US World Albums   | US Heat           | Sprzedaż                     |
| ---------------------------------------------- | --- | ----------------- | ----------------- | ----------------- | ----------------- | ---------------------------- |
| 2009                                           | Growing Up - Wydany: 23 kwietnia 2009 - Wytwórnia: LOEN Entertainment - Format: CD, digital download, streaming    | 6                 | —                 | —                 | —                 | - KOR: 18 322+               |
| 2011                                           | Last Fantasy - Wydany: 29 listopada 2011 - Wytwórnia: LOEN Entertainment - Format: CD, digital download, streaming | 1                 | —                 | —                 | —                 | - KOR: 117 734+              |
| 2013                                           | Modern Times - Wydany: 8 października 2013 - Wytwórnia: LOEN Tree - Format: CD, digital download, streaming        | 1                 | 69                | 4                 | —                 | - KOR: 64 837+               |
| 2013                                           | Modern Times – Epilogue - Wydany: 20 grudnia 2013 - Wytwórnia: LOEN Tree - Format: CD, digital download, streaming | 4                 | 69                | 4                 | —                 | - KOR: 64 837+               |
| 2017                                           | Palette - Wydany: 21 kwietnia 2017 - Wytwórnia: Fave Entertainment - Format: CD, digital download, streaming       | 1                 | 96                | 1                 | 25                | - KOR: 107 452+              |
| 2021                                           | Lilac - Wydany: 25 marca 2021 - Wytwórnia: EDAM - Format: CD, digital download, streaming                          | 1                 | 23                | 9                 | 18                | - KOR: 431 571+ - JPN: 2344+ |
| "—" oznacza, że wydawnictwo nie było notowane. | |                   |                   |                   |                   |                              |

### Albumy kompilacyjne
| Rok  | Dane dot. albumu |
| ---- | --- |
| 2016 | Smash Hits - Wydany: 8 stycznia 2016 - Wytwórnia: Warner Music Taiwan - Format: CD, DVD                                |
| 2018 | Smash Hits 2 – The Stories Between U & I - Wydany: 18 września 2018 - Wytwórnia: Warner Music Taiwan - Format: CD, DVD |

## Minialbumy
| Rok                                            | Dane dot. albumu | Najwyższa pozycja | Najwyższa pozycja | Najwyższa pozycja | Najwyższa pozycja | Sprzedaż                    |
| Rok                                            | Dane dot. albumu | KOR (Circle)      | JPN (Oricon)      | US World Albums   | US Heat           | Sprzedaż                    |
| Koreańskie                                     | Koreańskie | Koreańskie        | Koreańskie        | Koreańskie        | Koreańskie        | Koreańskie                  |
| ---------------------------------------------- | --- | ----------------- | ----------------- | ----------------- | ----------------- | --------------------------- |
| 2008                                           | Lost and Found - Wydany: 23 września 2008 - Wytwórnia: LOEN Entertainment - Format: CD, digital download                  | 22                | —                 | —                 | —                 | - KOR: 3078+                |
| 2009                                           | IU...IM - Wydany: 12 listopada 2009 - Wytwórnia: LOEN Entertainment - Format: CD, digital download                        | 7                 | —                 | —                 | —                 | - KOR: 12 678+              |
| 2010                                           | Real - Wydany: 9 grudnia 2010 - Wytwórnia: LOEN Entertainment - Format: CD, digital download                              | 2                 | —                 | —                 | —                 | - KOR: 51 139+              |
| 2014                                           | A Flower Bookmark (꽃갈피) - Wydany: 16 maja 2014 - Wytwórnia: LOEN Tree - Format: CD, digital download, LP               | 2                 | —                 | —                 | 14                | - KOR: 57 507+              |
| 2015                                           | Chat-Shire - Wydany: 23 października 2015 - Wytwórnia: LOEN Tree - Format: CD, digital download, LP                       | 2                 | —                 | 19                | 4                 | - KOR: 66 092+              |
| 2017                                           | A Flower Bookmark 2 (꽃갈피 둘) - Wydany: 22 września 2017 - Wytwórnia: Fave Entertainment - Format: CD, digital download | 3                 | —                 | —                 | 5                 | - KOR: 49 862+              |
| 2019                                           | Love Poem - Wydany: 18 listopada 2019 - Wytwórnia: Kakao M - Format: CD, digital download                                 | 1                 | —                 | 9                 | 10                | - KOR: 276 561+             |
| 2021                                           | Pieces - Wydany: 29 grudnia 2021 - Wytwórnia: EDAM - Format: digital download                                             | —                 | —                 | —                 | —                 | —                           |
| 2024                                           | The Winning - Wydany: 20 lutego 2024 - Wytwórnia: EDAM - Format: CD, digital download                                     | 3                 | 28                | —                 | —                 | - KOR: 378 201+ - JPN: 1785 |
| Japońskie                                      | |                   |                   |                   |                   |                             |
| 2011                                           | I□U - Wydany: 14 grudnia 2011 - Wytwórnia: EMI Music Japan - Format: CD, DVD                                              | —                 | 15                | —                 | —                 |                             |
| 2013                                           | Can You Hear Me? - Wydany: 15 marca 2013 - Wytwórnia: EMI Music Japan - Format: CD, DVD                                   | —                 | 23                | —                 | —                 |                             |
| "—" oznacza, że wydawnictwo nie było notowane. | |                   |                   |                   |                   |                             |

## Single

### Single album
| Rok        | Dane dot. albumu | Najwyższa pozycja | Najwyższa pozycja | Sprzedaż       |
| Rok        | Dane dot. albumu | KOR (Circle)      | JPN (Oricon)      | Sprzedaż       |
| Koreańskie | Koreańskie | Koreańskie        | Koreańskie        | Koreańskie     |
| ---------- | --- | ----------------- | ----------------- | -------------- |
| 2011       | Real+ - Wydany: 18 lutego 2011 - Wytwórnia: LOEN Entertainment - Format: CD, digital download                                    | 2                 | —                 | - KOR: 23 508+ |
| 2012       | Spring of a Twenty Year Old (스무 살의 봄) - Wydany: 11 maja 2012 - Wytwórnia: LOEN Entertainment - Format: CD, digital download | 3                 | —                 | - KOR: 34 362+ |
| Japońskie  | |                   |                   |                |
| 2012       | Good Day - Wydany: 21 marca 2012 - Wytwórnia: EMI Music Japan - Format: CD, DVD                                                  | —                 | 6                 |                |
| 2012       | You & I - Wydany: 18 lipca 2012 - Wytwórnia: EMI Music Japan - Format: CD, DVD                                                   | —                 | 5                 |                |
| 2013       | Monday Afternoon - Wydany: 11 Września 2013 - Wytwórnia: EMI Records Japan - Format: CD, DVD                                     |                   | 15                |                |

### Single cyfrowe

#### Jako główna wykonawczyni
| Rok  | Tytuł                                               | Najwyższa pozycja | Najwyższa pozycja | Najwyższa pozycja | Najwyższa pozycja | Najwyższa pozycja | Najwyższa pozycja | Najwyższa pozycja | Sprzedaż         | Album                       |
| Rok  | Tytuł                                               | KOR               | KOR               | JAP Hot           | NZ Hot            | SGP               | US World          | WW                | Sprzedaż         | Album                       |
| Rok  | Tytuł                                               | Circle            | Songs             | JAP Hot           | NZ Hot            | SGP               | US World          | WW                | Sprzedaż         | Album                       |
| ---- | --------------------------------------------------- | ----------------- | ----------------- | ----------------- | ----------------- | ----------------- | ----------------- | ----------------- | ---------------- | --------------------------- |
| 2008 | „Lost Child" (미아)                                 | –                 | –                 | –                 | –                 | –                 | –                 | –                 | - KOR: 50 000    | Lost and Found              |
| 2009 | „Boo"                                               | –                 | –                 | –                 | –                 | –                 | –                 | –                 | —                | Growing Up                  |
| 2009 | „You Know" (있잖아; Rock version)                   | –                 | –                 | –                 | –                 | –                 | –                 | –                 | —                | Growing Up                  |
| 2009 | „Marshmallow" (마쉬멜로우) (z Zico)                 | 39                | –                 | –                 | –                 | –                 | –                 | –                 | —                | IU...IM                     |
| 2010 | „Nagging" (잔소리) (z Lim Seul-ong)                 | 1                 | –                 | –                 | –                 | –                 | –                 | –                 | - KOR: 3 043 000 | —                           |
| 2010 | „Good Day" (좋은 날)                                | 1                 | –                 | 6                 | –                 | –                 | –                 | –                 | - KOR: 4 451 000 | Real                        |
| 2011 | „The Story Only I Didn't Know" (나만 몰랐던 이야기) | 1                 | –                 | –                 | –                 | –                 | –                 | –                 | - KOR: 2 933 000 | Real+                       |
| 2011 | „Ice Flower" (얼음꽃) (z Yuna Kim)                  | 8                 | –                 | –                 | –                 | –                 | –                 | –                 | - KOR: 1 733 000 | —                           |
| 2011 | „You & I" (너랑 나)                                 | 1                 | 1                 | 5                 | –                 | –                 | 3                 | –                 | - KOR: 7 000 000 | Last Fantasy                |
| 2012 | „Peach" (복숭아)                                    | 2                 | –                 | 3                 | –                 | –                 | 24                | –                 | - KOR: 1 384 000 | Spring of a Twenty Year Old |
| 2012 | „Every End of the Day" (하루 끝)                    | 1                 | 1                 | 1                 | –                 | –                 | –                 | –                 | - KOR: 2 528 000 | Spring of a Twenty Year Old |
| 2013 | „Beautiful Dancer"                                  | –                 | –                 | –                 | –                 | –                 | –                 | –                 | —                | Can You Hear Me?            |
| 2013 | „Monday Afternoon"                                  | –                 | –                 | 15                | –                 | –                 | –                 | –                 | —                | —                           |
| 2013 | „The Red Shoes" (분홍신)                            | 1                 | 1                 | –                 | –                 | –                 | 19                | –                 | - KOR: 1 359 000 | Modern Times                |
| 2013 | „Friday" (금요일에 만나요) (z Jang Yi-jeong)        | 1                 | 1                 | –                 | –                 | –                 | –                 | –                 | - KOR: 5 000 000 | Modern Times – Epilogue     |
| 2014 | „My Old Story" (나의 옛날 이야기)                   | 2                 | 1                 | –                 | –                 | –                 | –                 | –                 | - KOR: 2 500 000 | A Flower Bookmark           |
| 2015 | „Twenty-Three" (스물셋)                             | 1                 | —                 | –                 | –                 | –                 | 4                 | –                 | - KOR: 2 500 000 | Chat-Shire                  |
| 2017 | „Through the Night" (밤편지)                        | 1                 | 18                | –                 | –                 | –                 | 16                | –                 | - KOR: 7 000 000 | Palette                     |
| 2017 | „Can't Love You Anymore" (사랑이 잘) (z Oh Hyuk)    | 1                 | 88                | –                 | –                 | –                 | –                 | –                 | - KOR: 2 500 000 | Palette                     |
| 2017 | „Palette" (팔레트) (z G-Dragon)                     | 1                 | 50                | –                 | –                 | –                 | 4                 | –                 | - KOR: 2 500 000 | Palette                     |
| 2017 | „Autumn Morning" (가을 아침)                        | 1                 | 53                | –                 | –                 | –                 | –                 | –                 | - KOR: 2 500 000 | A Flower Bookmark 2         |
| 2017 | „Sleepless Rainy Night" (잠 못 드는 밤 비는 내리고) | 4                 | —                 | –                 | –                 | –                 | –                 | –                 | - KOR: 734 000   | A Flower Bookmark 2         |
| 2018 | „Bbibbi" (삐삐)                                     | 1                 | 1                 | –                 | 26                | 26                | 5                 | –                 | - KOR: 2 500 000 | —                           |
| 2019 | „Love Poem"                                         | 1                 | 1                 | –                 | –                 | –                 | 9                 | –                 | —                | Love Poem                   |
| 2019 | „Blueming"                                          | 1                 | 1                 | –                 | –                 | 14                | 10                | –                 | - KOR: 2 500 000 | Love Poem                   |
| 2020 | „Eight" (에잇) (z Suga)                             | 1                 | 1                 | 25                | 14                | 1                 | 1                 | –                 | —                | —                           |
| 2021 | „Celebrity"                                         | 1                 | 1                 | –                 | 13                | 2                 | 3                 | 78                | —                | Lilac                       |
| 2021 | „Lilac" (라일락)                                    | 1                 | 1                 | –                 | –                 | 6                 | 11                | –                 | —                | Lilac                       |
| 2021 | „Coin"                                              | 4                 | 4                 | –                 | –                 | 26                | 18                | –                 | —                | Lilac                       |
| 2021 | „Strawberry Moon"                                   | 1                 | 1                 | –                 | –                 | –                 | 10                | –                 | —                | —                           |
| 2021 | „Winter Sleep" (겨울잠)                             | 1                 | 1                 | –                 | –                 | –                 | –                 | –                 | —                | Pieces                      |
| 2024 | „Love Wins All"                                     | 1                 | 1                 | 80                | 29                | –                 | 3                 | 25                | —                | The Winning                 |
| 2024 | „Holssi" (홀씨)                                     | 7                 | 6                 | –                 | –                 | –                 | –                 | –                 | —                | The Winning                 |
| 2024 | „Shopper"                                           | 6                 | 9                 | –                 | –                 | –                 | –                 | –                 | —                | The Winning                 |

#### Z gościnnym udziałem
| Rok  | Tytuł                                                                         | Najwyższa pozycja | Najwyższa pozycja | Najwyższa pozycja | Sprzedaż         | Album                                                   |
| Rok  | Tytuł                                                                         | KOR               | KOR               | US World          | Sprzedaż         | Album                                                   |
| Rok  | Tytuł                                                                         | Circle            | Songs             | US World          | Sprzedaż         | Album                                                   |
| ---- | ----------------------------------------------------------------------------- | ----------------- | ----------------- | ----------------- | ---------------- | ------------------------------------------------------- |
| 2009 | „Suga Love” (singel Bizniz z gościnnym udziałem IU)                           | –                 | –                 | –                 | —                | Suga Love                                               |
| 2009 | „Monday thru Sunday” (singel Suho z gościnnym udziałem IU)                    | –                 | –                 | –                 | —                | DayZ                                                    |
| 2010 | „It's First Love” (singel Na Yoon-Kwon z gościnnym udziałem IU)               | 3                 | –                 | –                 | - KOR: 1 290 307 | —                                                       |
| 2010 | „I Believe in Love” (singel Yoo Seung-ho z gościnnym udziałem IU)             | 11                | –                 | –                 | - KOR: 1 010 437 | Road for Hope                                           |
| 2010 | „It's You” (singel Sung Si-kyung z gościnnym udziałem IU)                     | 1                 | –                 | –                 | - KOR: 1 975 728 | The First                                               |
| 2011 | „I Know” (singel Seungri z gościnnym udziałem IU)                             | 42                | –                 | –                 | —                | V.V.I.P                                                 |
| 2012 | „Like You” (singel Wanted z gościnnym udziałem IU)                            | 9                 | 14                | –                 | - KOR: 945 260   | Vintage                                                 |
| 2012 | „Sea of Moonlight” (singel Fiestar z gościnnym udziałem IU)                   | 12                | 10                | –                 | - KOR: 1 004 426 | Loen Tree Summer Story                                  |
| 2014 | „Not Spring, Love, or Cherry Blossoms” (singel High4 z gościnnym udziałem IU) | 1                 | 1                 | 21                | - KOR: 2 763 793 | Hi High                                                 |
| 2014 | „Summer Love” (singel Ulala Session z gościnnym udziałem IU)                  | 4                 | –                 | –                 | - KOR: 1 085 944 | —                                                       |
| 2014 | „Sogyeokdong” (singel Seo Taiji z gościnnym udziałem IU)                      | 4                 | –                 | 21                | - KOR: 706 157   | Quiet Night                                             |
| 2014 | „When Would It Be” (singel Yoon Hyun-sang z gościnnym udziałem IU)            | 9                 | –                 | –                 | - KOR: 815 000   | Pianoforte                                              |
| 2015 | „Leon” (singel Park Myung-soo z gościnnym udziałem IU)                        | 1                 | –                 | 18                | - KOR: 1 661 825 | Infinite Challenge: Yeongdong Expressway Music Festival |
| 2016 | „Choice” (singel Hyungdon i Daejun z gościnnym udziałem IU)                   | 22                | –                 | –                 | —                | —                                                       |
| 2017 | „Secret Everyone Knows” (singel Sister's Barbershop z gościnnym udziałem IU)  | –                 | –                 | –                 | —                | People Who Stay Alone                                   |
| 2017 | „Love Story” (singel Epik High z gościnnym udziałem IU)                       | 1                 | 1                 | –                 | - KOR: 2 500 000 | We've Done Something Wonderful                          |
| 2017 | „Cat” (singel Sunwoo Jung-a z gościnnym udziałem IU)                          | 64                | –                 | –                 | —                | —                                                       |
| 2018 | „SoulMate” (singel Zico z gościnnym udziałem IU)                              | 1                 | 1                 | –                 | —                | SoulMate                                                |
| 2018 | „Fairytale” (singel Kim Dong-ryul z gościnnym udziałem IU)                    | 4                 | –                 | –                 | —                | —                                                       |
| 2019 | „First Winter” (singel Sung Si-kyung z gościnnym udziałem IU)                 | 3                 | 11                | –                 | —                | —                                                       |
| 2020 | „Small Room” (singel Sweet Sorrow z gościnnym udziałem IU)                    | –                 | –                 | –                 | —                | —                                                       |
| 2021 | „Nakka” (singel AKMU z gościnnym udziałem IU)                                 | 1                 | 1                 | –                 | —                | Next Episode                                            |
| 2022 | „Mother Nature (H₂O)” (singel Kang Seung-won z gościnnym udziałem IU)         | 130               | 81                | –                 | —                | Moving House Part.3                                     |
| 2022 | „Ganadara” (singel Jay Park z gościnnym udziałem IU)                          | 1                 | 1                 | 10                | —                | —                                                       |
| 2023 | „People Pt. 2” (singel Agust D z gościnnym udziałem IU)                       | 14                | 25                | 1                 | —                | D-Day                                                   |

### Ścieżka dźwiękowa
| Rok                                            | Tytuł                               | Najwyższa pozycja | Najwyższa pozycja | Najwyższa pozycja | Sprzedaż          | Album                       |
| Rok                                            | Tytuł                               | KOR               | KOR               | US World          | Sprzedaż          | Album                       |
| Rok                                            | Tytuł                               | Circle            | Songs             | US World          | Sprzedaż          | Album                       |
| ---------------------------------------------- | ----------------------------------- | ----------------- | ----------------- | ----------------- | ----------------- | --------------------------- |
| 2009                                           | „You Are Always Like That”          | –                 | –                 | –                 | dane niedostępne  | Strike Love O.S.T           |
| 2009                                           | „To the Sea”                        | –                 | –                 | –                 | dane niedostępne  | Queen Seondeok O.S.T        |
| 2009                                           | „Wind Flower”                       | –                 | –                 | –                 | dane niedostępne  | Queen Seondeok O.S.T        |
| 2009                                           | „Danny Boy”                         | –                 | –                 | –                 | dane niedostępne  | Paradise O.S.T              |
| 2010                                           | „Fifth Finger (다섯째 손가락)”      | 11                | –                 | –                 | dane niedostępne  | 19-Nineteen O.S.T           |
| 2010                                           | „Because I'm a Woman (여자라서)”    | 6                 | –                 | –                 | dane niedostępne  | Road No. 1                  |
| 2011                                           | „Someday”                           | 1                 | –                 | –                 | - KOR: 2 209 924+ | Szkoła Marzeń               |
| 2011                                           | „Hold My Hand (내 손을 잡아)”       | 2                 | 9                 | –                 | - KOR: 2 031 787+ | Choego-ui sarang            |
| 2015                                           | „Heart (마음)”                      | 1                 | –                 | –                 | - KOR: 1 568 826+ | Producent                   |
| 2020                                           | „Give You My Heart” (마음을 드려요) | 1                 | 3                 | 11                | dane niedostępne  | Crash Landing on You OST 11 |
| 2020                                           | „Into the I-LAND”                   | 3                 | 3                 | 24                | dane niedostępne  | I-LAND Part.1 Signal Song   |
| "—" oznacza, że wydawnictwo nie było notowane. |                                     |                   |                   |                   |                   |                             |

### Pozostałe notowane utwory
| Rok                                            | Tytuł                                                                         | Najwyższa pozycja | Najwyższa pozycja | Album                       |
| Rok                                            | Tytuł                                                                         | KOR               | KOR               | Album                       |
| Rok                                            | Tytuł                                                                         | Circle            | Songs             | Album                       |
| ---------------------------------------------- | ----------------------------------------------------------------------------- | ----------------- | ----------------- | --------------------------- |
| 2010                                           | „Rain Drop” (Wheesung cover)                                                  | 74                | –                 | I□U                         |
| 2010                                           | „Merry Christmas Ahead” (z Thunder)                                           | 7                 | 17                | Real                        |
| 2010                                           | „This Is Not What I Thought”                                                  | 9                 | –                 | Real                        |
| 2010                                           | „The Night of the First Breakup”                                              | 20                | –                 | Real                        |
| 2010                                           | „The Thing I Do Slowly”                                                       | 21                | –                 | Real                        |
| 2010                                           | „Alone in the Room”                                                           | 27                | –                 | Real                        |
| 2010                                           | „Good Day” (Instrumental)                                                     | 193               | –                 | Real                        |
| 2011                                           | „Cruel Fairytale”                                                             | 8                 | –                 | Real+                       |
| 2011                                           | „Secret”                                                                      | 2                 | 5                 | Last Fantasy                |
| 2011                                           | „Sleeping Prince of the Woods” (z Yoon Sang; Halo cover)                      | 3                 | 9                 | Last Fantasy                |
| 2011                                           | „Uncle” (z Lee Juck)                                                          | 4                 | 8                 | Last Fantasy                |
| 2011                                           | „A Child Searching for Stars” (z Kim Kwang-jin)                               | 6                 | 12                | Last Fantasy                |
| 2011                                           | „Wallpaper Patterns”                                                          | 7                 | 15                | Last Fantasy                |
| 2011                                           | „Wisdom Tooth”                                                                | 8                 | 19                | Last Fantasy                |
| 2011                                           | „Teacher” (z Ra.D)                                                            | 9                 | 25                | Last Fantasy                |
| 2011                                           | „Everything's Alright” (z Kim Hyeon-cheol)                                    | 11                | 24                | Last Fantasy                |
| 2011                                           | „Last Fantasy”                                                                | 12                | 27                | Last Fantasy                |
| 2011                                           | „4AM”                                                                         | 13                | 32                | Last Fantasy                |
| 2011                                           | „A Stray Puppy”                                                               | 17                | 40                | Last Fantasy                |
| 2011                                           | „L'amant”                                                                     | 19                | 49                | Last Fantasy                |
| 2012                                           | „I Really Don't Like Her”                                                     | 15                | 12                | Spring of a Twenty Year Old |
| 2013                                           | „Everybody Has Secrets” (z Gain (Brown Eyed Girls))                           | 2                 | 3                 | Modern Times                |
| 2013                                           | „Love of B”                                                                   | 3                 | 7                 | Modern Times                |
| 2013                                           | „Between the Lips (50cm)”                                                     | 4                 | 5                 | Modern Times                |
| 2013                                           | „A Gloomy Clock” (z Jonghyun (Shinee))                                        | 6                 | 11                | Modern Times                |
| 2013                                           | „Modern Times”                                                                | 7                 | 10                | Modern Times                |
| 2013                                           | „Bad Day”                                                                     | 8                 | 14                | Modern Times                |
| 2013                                           | „Obliviate”                                                                   | 11                | 23                | Modern Times                |
| 2013                                           | „Daydream” (z Yang Hee-eun)                                                   | 12                | 15                | Modern Times                |
| 2013                                           | „Havana”                                                                      | 13                | 29                | Modern Times                |
| 2013                                           | „Walk with Me, Girl” (z Choi Baek-ho)                                         | 14                | 26                | Modern Times                |
| 2013                                           | „Wait”                                                                        | 17                | 41                | Modern Times                |
| 2013                                           | „Voice Mail (Korean version)”                                                 | 18                | 28                | Modern Times                |
|                                                | „Pastel Crayon”                                                               | 39                | 27                | Modern Times – Epilogue     |
| 2014                                           | „The Meaning of You” (z Kim Chang-wan; Sanulrim cover)                        | 3                 | 2                 | A Flower Bookmark           |
| 2014                                           | „When Love Passes By” (Lee Moon-se cover)                                     | 4                 | 3                 | A Flower Bookmark           |
| 2014                                           | „Pierrot Smiles at Us” (Kim Wan-sun cover)                                    | 8                 | 10                | A Flower Bookmark           |
| 2014                                           | „Dreams in Summer Night” (Kim Hyun-sik cover)                                 | 12                | 12                | A Flower Bookmark           |
| 2014                                           | „Flower” (Kim Kwang-seok cover)                                               | 14                | 13                | A Flower Bookmark           |
| 2014                                           | „Boom Ladi Dadi” (z Clon; Clon cover)                                         | 16                | 14                | A Flower Bookmark           |
| 2014                                           | „Sing for Me” (g.o.d z gościnnym udziałem IU)                                 | 9                 | –                 | Chapter 8                   |
| 2015                                           | „The Shower”                                                                  | 2                 | –                 | Chat-Shire                  |
| 2015                                           | „Shoes”                                                                       | 5                 | –                 | Chat-Shire                  |
| 2015                                           | „Knees”                                                                       | 5                 | –                 | Chat-Shire                  |
| 2015                                           | „Zezé”                                                                        | 8                 | –                 | Chat-Shire                  |
| 2015                                           | „Red Queen” (z Zion.T)                                                        | 10                | –                 | Chat-Shire                  |
| 2015                                           | „Glasses”                                                                     | 13                | –                 | Chat-Shire                  |
| 2017                                           | „Ending Scene”                                                                | 3                 | –                 | Palette                     |
| 2017                                           | „Dlwlrma”                                                                     | 5                 | –                 | Palette                     |
| 2017                                           | „Jam Jam”                                                                     | 7                 | –                 | Palette                     |
| 2017                                           | „Dear Name”                                                                   | 9                 | –                 | Palette                     |
| 2017                                           | „Black Out”                                                                   | 14                | –                 | Palette                     |
| 2017                                           | „Full-Stop”                                                                   | 16                | –                 | Palette                     |
| 2017                                           | „Love Alone”                                                                  | 19                | –                 | Palette                     |
| 2017                                           | „Secret Garden” (Lee Tzsche cover)                                            | 10                | –                 | A Flower Bookmark 2         |
| 2017                                           | „Every Day with You” (Deulgukhwa cover)                                       | 12                | –                 | A Flower Bookmark 2         |
| 2017                                           | „Last Night Story” (Sobangcha cover)                                          | 15                | –                 | A Flower Bookmark 2         |
| 2017                                           | „By the Stream” (Jeong Mi-jo cover)                                           | 19                | –                 | A Flower Bookmark 2         |
| 2019                                           | „Road” (piosenka g.o.d śpiewana przez IU, Henry Lau, Jo Hyun-ah i Yang Da-il) | 14                | –                 | Then & Now                  |
| 2019                                           | „Above the Time”                                                              | 5                 | 6                 | Love Poem                   |
| 2019                                           | „Unlucky”                                                                     | 8                 | 9                 | Love Poem                   |
| 2019                                           | „The Visitor”                                                                 | 10                | 15                | Love Poem                   |
| 2019                                           | „Lullaby”                                                                     | 14                | 17                | Love Poem                   |
| 2021                                           | „Flu”                                                                         | 7                 | 6                 | Lilac                       |
| 2021                                           | „Hi Spring Bye”                                                               | 8                 | 5                 | Lilac                       |
| 2021                                           | „Troll” (z Dean)                                                              | 10                | 9                 | Lilac                       |
| 2021                                           | „Empty Cup”                                                                   | 19                | 13                | Lilac                       |
| 2021                                           | „My Sea”                                                                      | 11                | 9                 | Lilac                       |
| 2021                                           | „Ah Puh”                                                                      | 13                | 11                | Lilac                       |
| 2021                                           | „Epilogue”                                                                    | 17                | 12                | Lilac                       |
| 2021                                           | „Drama”                                                                       | 8                 | 7                 | Pieces                      |
| 2021                                           | „Next Stop”                                                                   | 18                | 23                | Pieces                      |
| 2021                                           | „You”                                                                         | 26                | 32                | Pieces                      |
| 2021                                           | „Love Letter”                                                                 | 23                | 31                | Pieces                      |
| 2024                                           | „Shh..” (z Hyein, Wonsun Joe and Patti Kim)                                   | 20                | –                 | The Winning                 |
| 2024                                           | „I Stan U”                                                                    | 23                | –                 | The Winning                 |
| "—" oznacza, że wydawnictwo nie było notowane. |                                                                               |                   |                   |                             |